# ياسواكي كوراتا
ياسواكي كوراتا (باليابانية: 倉田保昭؛ بالكانا: くらた やすあき) هو لاعب كاراتيه وممثل ياباني، ولد في 20 مارس 1946 في إباراكي في اليابان.

## وصلات خارجية
- ياسواكي كوراتا على موقع IMDb (الإنجليزية)
- ياسواكي كوراتا على موقع ألو سيني (الفرنسية)
- ياسواكي كوراتا على موقع ميوزك برينز (الإنجليزية)
- ياسواكي كوراتا على موقع أول موفي (الإنجليزية)
- ياسواكي كوراتا على موقع قاعدة بيانات الفيلم (الإنجليزية)